# Срыв голоса

Ощущение боли в горле и охриплость в голосе.

Срыв голоса (науч. дисфония) — это нарушение голосовой функции, при котором голос становится хриплым, слабым или полностью пропадает (афония). Обычно возникает из-за перенапряжения голосовых связок, воспаления или их временного паралича. Это может происходить по разным причинам и может случиться с любым человеком.
Чаще всего срыв голоса происходит у людей, которые постоянно напрягают свой голос из-за работы. В их число входят: актёры озвучивания, профессиональные певцы, актёры, учителя, дикторы, ораторы, теле- и радиоведущие.

## Причины
Можно выделить несколько причин, которые могут вызвать срыв голоса:
- Перенапряжение — долгий разговор на повышенных тонах, пение без подготовки, резкий и громкий крик (самая распространённая причина).
- Воспалительные заболевания — ларингит, простуда, ОРВИ (отёк связок мешает их смыканию).
- Аллергия — аллергические реакции могут вызывать отек и раздражение горла.
- Неврологические нарушения — стресс, парез гортанного нерва.
- Травмы гортани — термические, химические или механические повреждения гортани.
- Гастроэзофагеальная рефлюксная болезнь - выраженность симптомов ГЭРБ часто усиливается в положении на спине, поэтому состояние пациентов ухудшается в ночное время.

## Симптомы
После срыва голоса, человек начинает испытывать такие симптомы:
- Осиплость, охриплость или полная потеря голоса.
- Быстрая утомляемость при разговоре.
- Ощущение «песка», «кома» в горле.
- Сильная или слабая боль в горле.
- Напряжение при попытке говорить громко.